# Tristrophis oberthürii
Tristrophis oberthürii là một loài bướm đêm trong họ Geometridae.